# Rio das Velhas
De Rio das Velhas, waarvan de bronnen zich bevinden bij de stroomversnelling van de Andorinhas, in de gemeente Ouro Preto, is de grootste zijrivier qua omvang in het bekken van de rivier São Francisco. In deze rivier mondt zij uit bij de plaats Barra do Guaicuí in gemeente Várzea da Palma.

## Oorsprong van de naam
Volgens de schrijver Aníbal Machado, geboren in Sabará, was deze rivier bekend bij de Indianen als Uaimií, en bij de bandeirantes als Guaicuí, vanwaar de naam Barra (= Dam) van Guaicuí voor de plaats waar zij in de São Francisco uitmondt. In Tupi-Guarani, betekent "gwaimi" "oude vrouwen (Portugees: "Velhas"), zowel in Guaicuí als Uaimií, betekent de eind "i": "rivier". Van dezelfde bron kwam de Portugese naam Rio Das Velhas.

## Historisch belang
De Rio das Velhas is van groot belang geweest voor de ontwikkeling van centraal Minas Gerais (Nederlands: Algemene Mijnen), omdat het een van de voornaamste transportwegen is geweest tijdens de Gouden Eeuw. Vanaf haar bron passeert de Rio das Velhas andere historische plaatsen in de regio, zoals Sabará, Santa Luzia, Belo Horizonte, enz. Het is een route die veel langer is dan de weg vanuit Rio de Janeiro of van São Paulo. Aankomend in de centrale regio van Minas Gerais, ontdekten de goudzoekers goud en edelstenen. Wanneer de vindplaatsen eenmaal ongeveer bekend waren, kwamen de Paulistas (inwoners van de stad São Paulo) over de begroeiing van de gebergtes voor een kortere, maar ook moeilijkere en gevaarlijke weg. Door geschillen over de bestaande mijnen in de regio begon de oorlog van de Emboaba's (Guerra dos Emboabas). Uiteindelijk viel de regio, voorheen de verantwoordelijkheid van de bestuurder van São Vicente (de feitelijke regio van São Paulo), onder de Portugese Kroon.

## Milieu
In de stedelijke regio van Belo Horizonte wordt het grootste deel van het watervolume opgevangen door een waterzuiveringsstation (Estação de Tratamento de Água de Bela Fama). Stroomafwaarts echter komt een grote hoeveelheid afval binnen vanuit de zijriviertjes zoals de Ribeirão Arrudas en Ribeirão do Onça, die de stad Belo Horizonte doorkruisen. De milieuvervuiling zorgt ervoor dat het water van de Rio das Velhas rood kleurt, grotendeels veroorzaakt door ijzerverbindingen in bodem van de regio. Daarnaast is de rivier vervuild en verzilt. Er is praktisch geen leven meer in de rivier. Gezien het historische en ecologische belang werd in 1997 het project Manuelzão geïnitieerd met als doel het terugbrengen van leven in het bekken van de Velhas rivier. Het project bestaat uit verschillende acties om de publieke opinie te beïnvloeden.